# Pinheiral
Pinheiral là một đô thị thuộc bang Rio de Janeiro, Brasil. Đô thị này có diện tích 76,793 km², dân số năm 2007 là 20853 người, mật độ 271,55 người/km².